# Migongo
Migongo ist ein Verwaltungsbezirk (englisch Ward) des Distrikts Masasi (TC) in der tansanischen Region Mtwara.

## Geografie
Migongo liegt im Südosten von Tansania, es ist der nordwestliche Bezirk der Distrikthauptstadt Masasi. Er grenzt im Nordwesten und im Norden an Temeke, im Osten an Jida, im Südosten an Mkuti, im Süden an Napupa und im Südwesten an Mkomaindo. Bei der Volkszählung 2022 lebten 8355 Menschen in 2531 Haushalten auf einer Fläche von 8 Quadratkilometern.

## Gliederung
Der Bezirk besteht aus sieben Stadtteilen (Mtaa):
- Kilimani
- Nangaya
- Nangaya A
- Nangaya B
- Misufini
- Mkunguni
- Migongo Kati

## Infrastruktur
- Bildung: Im Bezirk gibt es drei weiterführende Schulen, die alle staatlich sind.[8] Die Nangaya Secondary School und die Masasi Secondary School sind koedukative Schulen, die Masasi Girls Secondary School ist eine Mädchenschule. Alle drei bieten eine Ausbildung bis zur 4. Stufe an.[9][10][11]
- Verkehr: Die Grenze im Süden wird teilweise von der Nationalstraße T6 gebildet, die nach Westen nach Ruvuma und nach Osten nach Mtwara führt. Außerdem verläuft die nach Lindi abzweigende Regionalstraße durch den Bezirk.[12]